# Dagpo-Dratshang-Kloster
Das Kloster Dagpo Dratshang (tib.: dwags po grwa tshang) oder Dagpo Shedrubling (dwags po bshad sgrub gling) ist ein Kloster im Gebiet von Dagpo im Süden von Tibet. Es liegt im Kreis Gyaca (Gyatsha) im Nordosten des Regierungsbezirks Shannan (Lhoka).
Das Kloster war ursprünglich ein zu den Shamarpas gehörendes Karma-Kagyü-Kloster, 1589 wurde hier der 6. Shamarpa Chökyi Wangchuk inthronisiert. Später im 17. Jahrhundert wurde diese Einrichtung – wie viele andere Karma-Kagyü-Klöster in Tibet auch – mit Hilfe mongolischer Truppen in ein Gelugpa-Kloster umgewandelt. Viele der ursprünglichen Gebäude, darunter die wichtigsten Tempel sind erhalten, der Debattierhof wurde jüngst renoviert.
Ein Abt des Klosters, der 7. Gyelse Rinpoche Dönyö Chökyi Gyatsho (tib.: rgyal sras don yod chos kyi rgya mtsho), war der erste Abt des Monguor-Klosters Gönlung Champa Ling (dgon lung byams pa gling; chin. Youning Si) in Amdo.